# Đặng Trần Côn
Đặng Trần Côn  là tác giả của Chinh phụ ngâm, kiệt tác văn học viết bằng chữ Hán của Việt Nam.
Tiểu sử của Đặng Trần Côn cho đến nay biết được còn rất ít. Kể cả năm sinh năm mất cũng không biết chính xác. Các nhà nghiên cứu ước đoán ông sinh vào khoảng năm 1710 đến 1720, mất khoảng 1745, sống vào thời Lê Trung Hưng. Từ đó đến nay, ông được đặt tên cho các con phố ở Hà Nội.
Đặng Trần Côn quê ở làng Nhân Mục (còn gọi làng Mọc), huyện Thanh Trì, nay thuộc phường Nhân Chính, quận Thanh Xuân, Hà Nội. Ông đỗ Hương cống, nhưng thi Hội thì hỏng. Sau đó làm huấn đạo trường phủ, rồi tri huyện Thanh Oai, sau thăng chức Ngự sử đài chiếu khám.
Có một vài giai thoại về Đặng Trần Côn. Tương truyền lúc ấy chúa Trịnh Giang cấm nhân dân Thăng Long ban đêm không được đốt lửa, để đèn sáng, ông phải đào hầm dưới đất, thắp đèn mà học. Khi mới làm thơ, Đặng Trần Côn có đem đến cho bà Đoàn Thị Điểm xem, Đoàn Thị Điểm cười nói: "nên học thêm sẽ làm thơ."

## Sự nghiệp
Đầu thời Cảnh Hưng (1740 – 1786), ông được làm Huấn đạo một huyện, sau  được đặt tên là Tri huyện Tri huyện Thanh Oai, thành phố Sơn Tây.
Cho đến cuối đời ông chỉ làm đến chức Ngự sử đài Chiếu khám sau đó nghỉ hưu và dạy học tại nhà ông Nguyễn Đình Kỷ ở làng Hạ Đình.

## Tác phẩm
Chinh phụ ngâm ra đời đã gây một tiếng vang lớn trong giới nho sĩ đương thời. Tác phẩm viết bằng chữ Hán giữa thời đại văn học chữ Nôm đang nở rộ cho nên nhiều người đã tìm cách dịch nó ra chữ Nôm. Có nhiều bản dịch và phỏng dịch của Đoàn Thị Điểm, Nguyễn Khản, Bạch Liên Am Nguyễn, Phan Huy Ích. Trong số có những bản dịch đó, có một bản dịch thành công nhất được gọi là Bài hiện hành. Vấn đề ai là tác giả bản dịch đó còn gây tranh cãi. Nhiều người cho rằng đó là Đoàn Thị Điểm, nhưng theo một khuynh hướng khác thì tác giả bản dịch đó là Phan Huy Ích.
Ngoài Chinh phụ ngâm, Đặng Trần Côn có một số bài thơ, bài phú tả cảnh thiên nhiên, chỉ còn lưu lại một số bài như Tiêu tương bát cảnh, ba bài phú Trương Hàn tư thuần lô, Trương Lương bố ý, Khấu môn thanh. Khuynh hướng chung của thơ văn ông là đi sâu vào tình cảm, đi sâu vào nỗi lòng trắc ẩn, phức tạp, sâu kín của con người, nhất là đối với người phụ nữ.
Giống như những tác giả thơ văn ở thời này, ông cũng có những đóng góp lớn cho nền văn học thơ ca Việt Nam.
12 câu của bài thơ này (dịch) đã được đưa vào sách giáo khoa Ngữ Văn 10, tập hai của Việt Nam.